# NGC 6211
NGC 6211 is een lensvormig sterrenstelsel in het sterrenbeeld Draak. Het hemelobject werd op 25 juni 1887 ontdekt door de Amerikaanse astronoom Lewis A. Swift.

## Synoniemen
- UGC 10516
- MCG 10-24-27
- ZWG 299.14
- KAZ 82
- 7ZW 655
- PGC 58775